# 坂祝站
坂祝站（日语：／ Sakahogi eki */?）是位於日本岐阜縣加茂郡坂祝町，屬於東海旅客鐵道（JR東海）高山本線的鐵路車站。

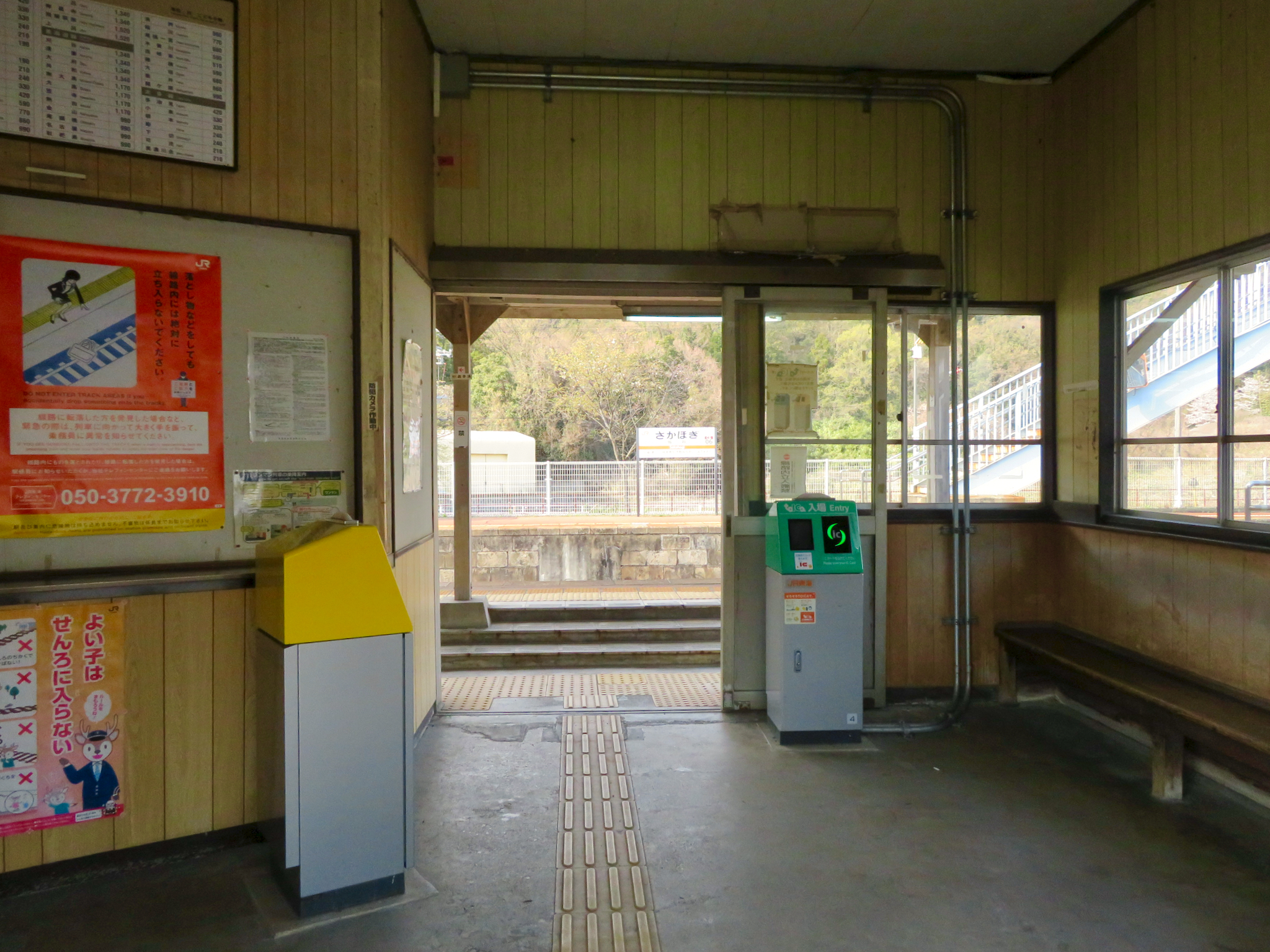
驗票口（2020年4月）

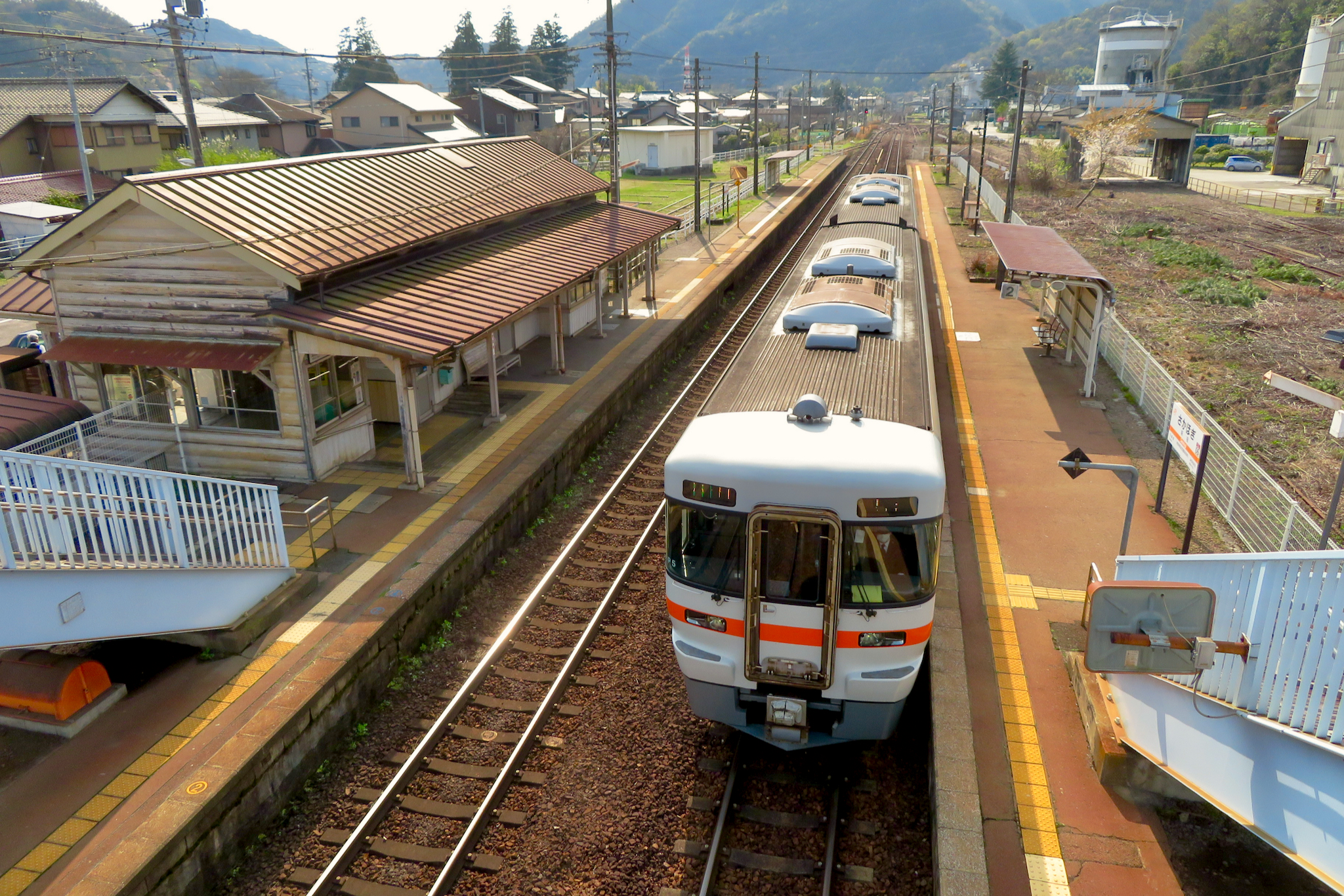
月台（2020年4月）

## 車站構造
此站為擁有相對式月台2面2線的地面車站，可進行列車交會。軌道與月台東西向伸展。南側月台為上行列車使用的1號軌道（上行本線），北側月台為下行列車使用的2號軌道（下行本線）。
此站為美濃太田站負責管理的無人車站，其木造站房位於1號月台上。此站於2010年3月設置TOICA專用簡易補票機。下本線側（北側）則設有跨線橋。

### 月台配置
| 月台 | 路線     | 方向 | 目的地             |
| ---- | -------- | ---- | ------------------ |
| 1    | 高山本線 | 上行 | 岐阜、名古屋方向   |
| 2    | 高山本線 | 下行 | 美濃太田、高山方向 |

## 車站周邊
- 坂祝町役場
- 坂祝小學校
- 帕杰羅製造
- 日本ライン
- 惠比壽大黑岩

## 歷史
- 1921年（大正10年）11月12日 - 高山線（1934年改名高山本線）各務原 - 美濃太田間開通時開業。旅客、貨物營業開始。
- 1973年（昭和48年）4月20日 - 専用線發着以外的貨運廢止。
- 1984年（昭和59年）2月1日 - 行李運送服務廢止。
- 1987年（昭和62年）4月1日 - 國鐵分割民營化成為東海旅客鐵道（JR東海）、日本貨物鐵道（JR貨物）車站。
- 2002年（平成14年）3月 - 本巢站（住友大阪水泥岐阜工場）至本站（電氣化学工業坂祝服務站）的輸送廢止。
- 2004年（平成16年）4月1日 - 改為無人車站。
- 2007年（平成19年）3月17日 - 貨物列車最終運行日。
- 2007年（平成19年）4月1日 - JR貨物車站廢止、貨運業務終止。
- 2010年（平成22年）3月12日 - 站房發生汽車突入事故，無人受傷。
- 2010年（平成22年）3月13日 - 導入TOICA

## 相鄰車站
東海旅客鐵道（JR東海）
 高山本線
鵜沼（CG05）－坂祝（CG06）－美濃太田（CG07）